# Sikandra Rao
Sikandra Rao är en ort i Indien.   Den ligger i delstaten Uttar Pradesh, i den norra delen av landet, 150 km sydost om huvudstaden New Delhi. Sikandra Rao ligger 186 meter över havet och antalet invånare är 42 229.
Terrängen runt Sikandra Rao är mycket platt. Runt Sikandra Rao är det tätbefolkat, med 636 invånare per kvadratkilometer. Sikandra Rao är det största samhället i trakten. Trakten runt Sikandra Rao består till största delen av jordbruksmark.